# Амр III ибн ел Мундир
Амр III ибн ел Мундир (арап. عمرو بن المنذر‎‎) је био краљ Лахмидских Арапа у периоду 554–569.
Он је био син великог Ел Мундира III ибн ел Нумана (в. 502–554), и дошао је на престо након смрти свога оца. Он се такође често назива Амр ибн Хинди (عمرو بن هند) по својој мајци, Хинди бинт Ел Харит б. Амр б. Хујр Акил ел Мурар ел Кинди. Отац га је именовао гувернером Анаха, а 552. је кренуо у велики поход на данашњи Јемен, где се без успеха борио за тамошњим владаром Абрахом. Оца је наследио након његове погибије у рату са Гасанидима. Наводно је према предању био окрутан владар; он је имао велики понос према себи и било кога ко би му се супротставио погубили би тако што би га спалили ватром, тако је 569 .или 570. и био убијен од стране песника Амр ибн Култума. Када је приликом једне гозбе намерно увредио мајку пјесника 'Амр ибн Култхума, овај га је сместа убио. На престоли га је наследио његов брат Кабус ибн ел Мундир (в. 569–573).